# Стосков, Юрий Викторович
Юрий Викторович Стосков (19 января 1931, Москва, СССР — 14 ноября 2013, Ногинск, Московская область, Россия) — советский и российский актёр театра и кино; народный артист РСФСР (1985).

## Биография
Юрий Стосков родился 19 января 1931 года в Москве. В 1955 году окончил факультет актёрского мастерства театрального училища имени Щепкина, где его педагогом был Константин Зубов. В 1955—1960 годах играл в Тамбовском драматическом театре. С 1960 года был актёром филиала Московского областного драматического театра в городе Ногинске.
Умер 14 ноября 2013 года, отпевание прошло 18 ноября в Богоявленском соборе Ногинска. Похоронен на Ногинском городском кладбище № 1 (уч. 21).

## Творчество

### Работы в театре
- «Кадриль» В. Гуркин (режиссёр Юрий Горин) — Николай Звягинцев
- «Развод по-русски» Н. Птушкиной (режиссёр Алексей Говорухо) — Старик
- «Люкс № 13» Р. Куни (режиссёр Анатолий Хасин) — Ричард Уилли
- «Савельевы» Е. Мажан (режиссёр Анатолий Хасин) — Ветеран
- «Али-Баба И разбойники» В. Маслова (режиссёр Геннадий Косюков) — Факир
- «Экспромт» — Мольер

### Фильмография
1. 1967 — Возмездие — Левашов
2. 1969 — На пути к Ленину
3. 1985 — Из жизни Потапова — военпред Сорокин
4. 1989 — Зима в раю — Леонид Дмитриевич Воркута, вдовый плотник
5. 1991 — Привал странников — Александр Иванович Смирнов
6. 1991 — Кремлёвские тайны XVI века
7. 1992 — Русские братья — отец Евгения
8. 1993 — Серые волки — Д. Ф. Устинов, Председатель ВСНХ СССР, член ЦК КПСС
9. 1996 — Кафе «Клубничка» (12 серия — Кладоискатели) — Антон Антонович
10. 1996 — Мужчина для молодой женщины
11. 1999 — Женщин обижать не рекомендуется — Кириллов, отец Веры
12. 2000 — Тайны дворцовых переворотов. Фильм 1 Завещание императора — Иван Бутурлин
13. 2000 — Тайны дворцовых переворотов. Фильм 2 Завещание императрицы — Иван Бутурлин
14. 2000 — Лестница в небо
15. 2001 — Марш Турецкого (2 сезон) Фильм 3 Цена жизни — смерть — Промыслов, вице-премьер, отец Евгения Никольского
16. 2001-2002 — Мужская работа —  Олег Петрович Тихонов, генерал-лейтенант начальник управления ГРУ
17. 2002 — Провинциалы — Виктор Сергеевич Кудрявцев
18. 2003 — Лучший город Земли — Делия Ираклий Шавлович
19. 2003 — Всегда говори «всегда» — Отец Сергея
20. 2003 — Сыщик без лицензии Фильм 3 Окончательный диагноз — Леонид Потапов
21. 2004 — КГБ в смокинге — Ю. В. Андропов, председатель КГБ
22. 2006 — Парадиз
23. 2006 — Всегда говори «Всегда» 3 — Отец Сергея
24. 2007 — Капкан — Егор Васильевич Моргунов, сосед Волобуевых
25. 2008 — Всегда говори «Всегда» 4 — Отец Сергея
26. 2008 — Смерть шпионам. Крым — унтершарфюрер Гольц, диверсант
27. 2008 — Украсть у… — Вадим Гаврилович Зубков
28. 2010 — Поединки — Ю. В. Андропов, председатель КГБ
29. 2011 — Манна небесная — Феликс Карпович Корытко

## Награды и признание
- Медаль «За доблестный труд в Великой Отечественной войне 1941—1945 гг.»
- Медаль ордена «За заслуги перед Отечеством» II степени (27.12.2005).
- Заслуженный артист РСФСР (17.06.1976).
- Народный артист РСФСР (13.08.1985).
- Почётный гражданин города Ногинска Московской области (16.10.1994).
- Знак отличия «За заслуги перед Московской областью» (05.10.2011).

## Память

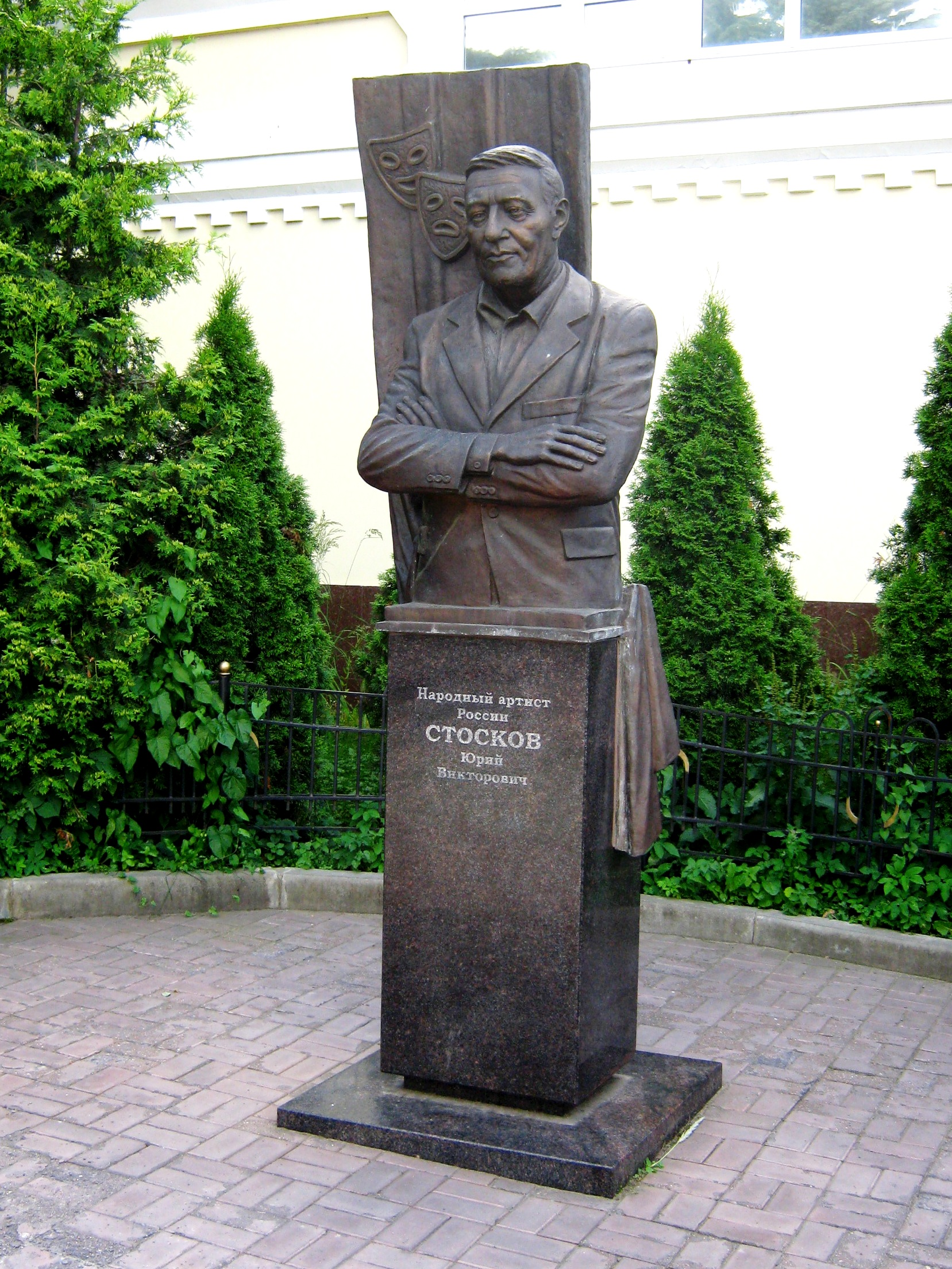
Памятник Ю. В. Стоскову в Ногинске

- Памятник Ю. В. Стоскову установлен возле Московского областного театра драмы и комедии в Ногинске